# Oxychilus lagrecai
Oxychilus lagrecai is een slakkensoort uit de familie van de Oxychilidae. De wetenschappelijke naam van de soort is voor het eerst geldig gepubliceerd in 1973 door Giusti.